# Stenosigma testaceum
Stenosigma testaceum är en stekelart som först beskrevs av Fox 1899.  Stenosigma testaceum ingår i släktet Stenosigma och familjen Eumenidae. Inga underarter finns listade i Catalogue of Life.